# Nerodimka Planina
Nerodimka Planina (albanska: Mali i Nerodimes) är en bergskedja i Kosovo. Den ligger i den södra delen av landet, 40 km söder om huvudstaden Priština.